# Next Generation ATP Finals 2023
Next Generation ATP Finals 2023, oficiálně Next Gen ATP Finals presented by NEOM 2023, představoval jeden ze dvou závěrečných tenisových turnajů mužské profesionální sezóny pro osm nejvýše postavených mužů do 21 let ve dvouhře žebříčku ATP (ATP Race to Jeddah).  Druhou závěrečnou událostí se stal předcházející Turnaj mistrů v Turíně. 
Exhibiční turnaj se odehrával mezi 28. listopadem až 2. prosincem 2023 premiérově v přímořské Džiddě. Stal se tak prvním oficiálním turnajem organizovaným ATP v Saúdské Arábii. Hrálo se ve víceúčelovém komplexu King Abdullah Sports City na dvorci s tvrdým povrchem. Celková dotace i prize money činily 2 000 000 amerických dolarů. Do žebříčku ATP hráči nezískali žádné body. Formát kopíroval Turnaj mistrů, s dvěma čtyřčlennými skupinami, z nichž první dva postoupili do semifinále. Vítězové semifinálových duelů se ve finále střetli o titul. 
Vítězem se stal 20letý Srb Hamad Medjedović, který prošel soutěží bez porážky. Z pozice 110. hráče žebříčku se stal nejníže postaveným šampionem závěrečné události.

## Upravená pravidla
Turnaj se odehrával ve formátu rychlého tenisu Fast4, se sety na čtyři gamy, bez výhod v jejich průběhu a s pokračováním výměny po doteku míče na podání. K výhře bylo potřeba získat tří vítězné sady. Soupeři měli povolenou maximálně jednu zdravotní přestávku na zápas. Koučování z lavičky bylo přípustné. Hlášení autů zprostředkoval elektronický systém jestřábího oka, s možností hráčovy výzvy a kontroly na obrazovce při zahlášení přešlapu nohou na servisu. Nově byla snížena výška stolce hlavního rozhodčího pro lepší viditelnost diváků sedících na jeho straně. Po prvním gamu si hráči neměnili strany. Výměna vsedě následovala až po odehrání prvních tří gamů a před tiebreakem proběhla pouze vstoje. Po skončení setu zůstal druhý ročník 90sekundový interval na změnu stran. Publikum se mohlo při zápase pohybovat, vyjma prostoru za základními čarami.
Mezi inovace pravidel se v roce 2023 zařadila absence rozehrávky, k níž sloužil tréninkový dvorec. Utkání začalo ihned po losu mincí. Uvedení míče do hry mezi prvním a druhým servisem bylo sníženo na 8 sekund, což platilo i pro opakované podání při dotyku sítě. Zachován byl interval 15 namísto 25 sekund do zahájení servisu po výměně obsahující méně než tři údery. Hráči mohli nosit tzv. „wearables“, chytrá elektronická zařízení snímající a vizualizující jejich biometrická data, která poskytovala komplexní přehled o fyzickém výkonu včetně stresové reakce. Trenérům u kurtu byla dostupná nová platforma Tennis IQ pro rychlou analýzu hry, s videozáznamy opatřenými daty a aktualizací v reálném čase.

## Finanční odměny
Dotace a prize money činily 2 miliony dolarů. Neporažený šampion Hamad Medjedović si odvezl odměnu 514 tisíc dolarů (cca 11,5 milionu korun), znamenající vyšší částku, než kterou vydělal v předchozí kariéře (335 tisíc dolarů).
| Fáze                                                                                          | dvouhra        |
| --------------------------------------------------------------------------------------------- | -------------- |
| Neporažený vítěz                                                                              | 514 000 $      |
| Vítěz                                                                                         | ZS + 266 500 $ |
| Finalista                                                                                     | ZS + 113 500 $ |
| Za výhru ve skupině                                                                           | 32 500 $       |
| Startovné (3 zápasy)                                                                          | 150 000 $      |
| Náhradník                                                                                     | 15 000 $       |
| Poznámky                                                                                      |                |
| Částky jsou uváděny v amerických dolarech ($) ZS – finanční odměna získaná v základní skupině |                |

## Kvalifikační kritéria
Osm tenistů ve věku do 21 let získalo pozvání na základě nejvyššího postavení v singlovém žebříčku ATP, počítaném od ledna daného roku – ATP Race to Jeddah. Věkově způsobilými tak byli hráči narození v roce 2002 a později. Nejmladším účastníkem se stal 19letý Alex Michelsen, během turnaje nejmladší Američan v první dvoustovce žebříčku ATP. 

### Žebříček
| Konečný žebříček ATP Race to Jeddah (20. listopadu 2023)                        | Konečný žebříček ATP Race to Jeddah (20. listopadu 2023) | Konečný žebříček ATP Race to Jeddah (20. listopadu 2023) | Konečný žebříček ATP Race to Jeddah (20. listopadu 2023) | Konečný žebříček ATP Race to Jeddah (20. listopadu 2023) | Konečný žebříček ATP Race to Jeddah (20. listopadu 2023) | Konečný žebříček ATP Race to Jeddah (20. listopadu 2023) | Konečný žebříček ATP Race to Jeddah (20. listopadu 2023) | Konečný žebříček ATP Race to Jeddah (20. listopadu 2023) | Konečný žebříček ATP Race to Jeddah (20. listopadu 2023) |
| Poř.                                                                            | ATP                                                      | tenista                                                  | body                                                     | narozen                                                  | kvalifikován                                             | kvalifikován                                             | ATPMAX                                                   | poměr2023                                                | nejlepší výkon v sezóně                                  |
| ------------------------------------------------------------------------------- | -------------------------------------------------------- | -------------------------------------------------------- | -------------------------------------------------------- | -------------------------------------------------------- | -------------------------------------------------------- | -------------------------------------------------------- | -------------------------------------------------------- | -------------------------------------------------------- | -------------------------------------------------------- |
| —                                                                               | 2.                                                       | Carlos Alcaraz (ESP)                                     | 8 855                                                    | 2003                                                     |                                                          |                                                          |                                                          |                                                          |                                                          |
| —                                                                               | 8.                                                       | Holger Rune (DEN)                                        | 3 660                                                    | 2003                                                     |                                                          |                                                          |                                                          |                                                          |                                                          |
| —                                                                               | 17.                                                      | Ben Shelton (USA)                                        | 2 145                                                    | 2002                                                     |                                                          |                                                          |                                                          |                                                          |                                                          |
| —                                                                               | 27.                                                      | Lorenzo Musetti (ITA)                                    | 1 470                                                    | 2002                                                     |                                                          |                                                          |                                                          |                                                          |                                                          |
| 1.                                                                              | 36.                                                      | Arthur Fils (FRA)                                        | 1 158                                                    | 2004                                                     | 8. listopadu                                             | [ 7 ]                                                    | 36.                                                      | 19–17                                                    | titul v Lyonu                                            |
| 2.                                                                              | 66.                                                      | Luca Van Assche (FRA)                                    | 687                                                      | 2004                                                     | 8. listopadu                                             | [ 7 ]                                                    | 63.                                                      | 10–17                                                    | čtvrtfinále v Hamburku a Metách                          |
| 3.                                                                              | 92.                                                      | Dominic Stricker (SUI)                                   | 673                                                      | 2002                                                     | 8. listopadu                                             | [ 7 ]                                                    | 88.                                                      | 7–8                                                      | čtvrtfinále v Basileji                                   |
| 4.                                                                              | 94.                                                      | Alex Michelsen (USA)                                     | 653                                                      | 2004                                                     | 20. listopadu                                            | [ 8 ]                                                    | 94.                                                      | 7–5                                                      | finále v Newportu                                        |
| 5.                                                                              | 100.                                                     | Flavio Cobolli (ITA)                                     | 640                                                      | 2002                                                     | 8. listopadu                                             | [ 7 ]                                                    | 95.                                                      | 4–5                                                      | čtvrtfinále v Mnichově                                   |
| 6.                                                                              | 111.                                                     | Hamad Medjedović (SRB)                                   | 582                                                      | 2003                                                     | 20. listopadu                                            | [ 8 ]                                                    | 102.                                                     | 7–7                                                      | semifinále v Gstaadu a Astaně                            |
| 7.                                                                              | 118.                                                     | Luca Nardi (ITA)                                         | 533                                                      | 2003                                                     | 20. listopadu                                            | [ 8 ]                                                    | 115.                                                     | 1–5                                                      | challengerové tituly v Portu a Macujamě                  |
| Divoká karta                                                                    |                                                          |                                                          |                                                          |                                                          |                                                          |                                                          |                                                          |                                                          |                                                          |
| 8.                                                                              | 187.                                                     | Abdullah Shelbayh (JOR)                                  | 311                                                      | 2003                                                     | 8. listopadu                                             | [ 7 ]                                                    | 185.                                                     | 2–6                                                      | challengerový titul v Charlestonu                        |
| Náhradníci                                                                      |                                                          |                                                          |                                                          |                                                          |                                                          |                                                          |                                                          |                                                          |                                                          |
| 9.                                                                              | 127.                                                     | Luciano Darderi (ITA)                                    | 510                                                      | 2002                                                     |                                                          |                                                          |                                                          |                                                          |                                                          |
| 10.                                                                             | 128.                                                     | Arthur Cazaux (FRA)                                      | 508                                                      | 2002                                                     |                                                          |                                                          |                                                          |                                                          |                                                          |
| Zelená skupina Červená skupina Kvalifikován na Turnaj mistrů náhradník odhlášen |                                                          |                                                          |                                                          |                                                          |                                                          |                                                          |                                                          |                                                          |                                                          |

## Přehled finále

### Mužská dvouhra
- Hamad Medjedović vs.  Arthur Fils, 3–4(6–8), 4–1, 4–2, 3–4(9–11), 4–1